# Таврида (пещера)
Таврида (КН 4502/3417-1) — протяжённая пещера карстового происхождения, самая большая в Предгорном Крыму. Находится близ посёлка Зуя́ в Белогорском районе Крыма. Обнаружена в 2018 году при строительстве трассы Таврида.

## Описание

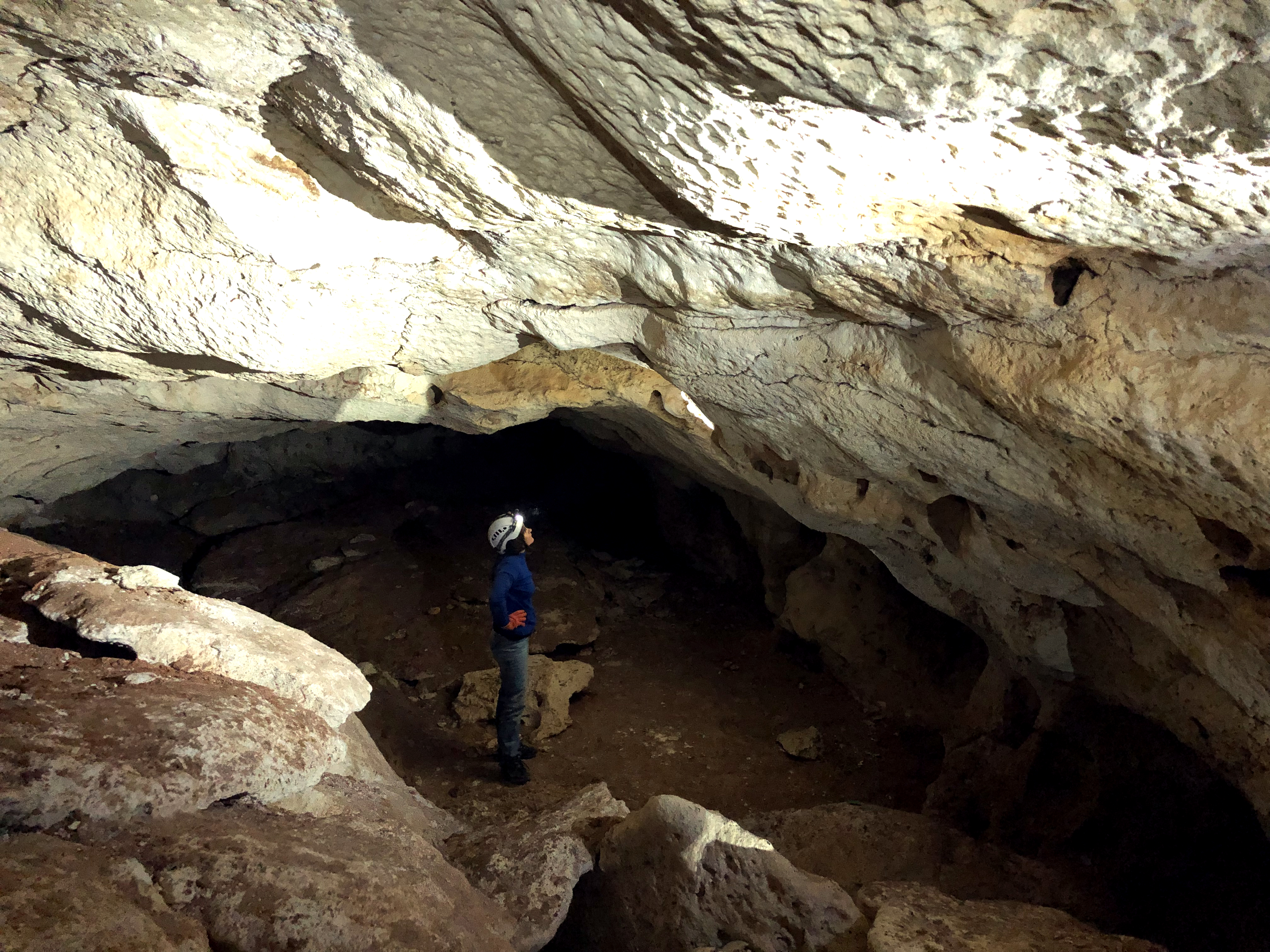
Пещера Таврида

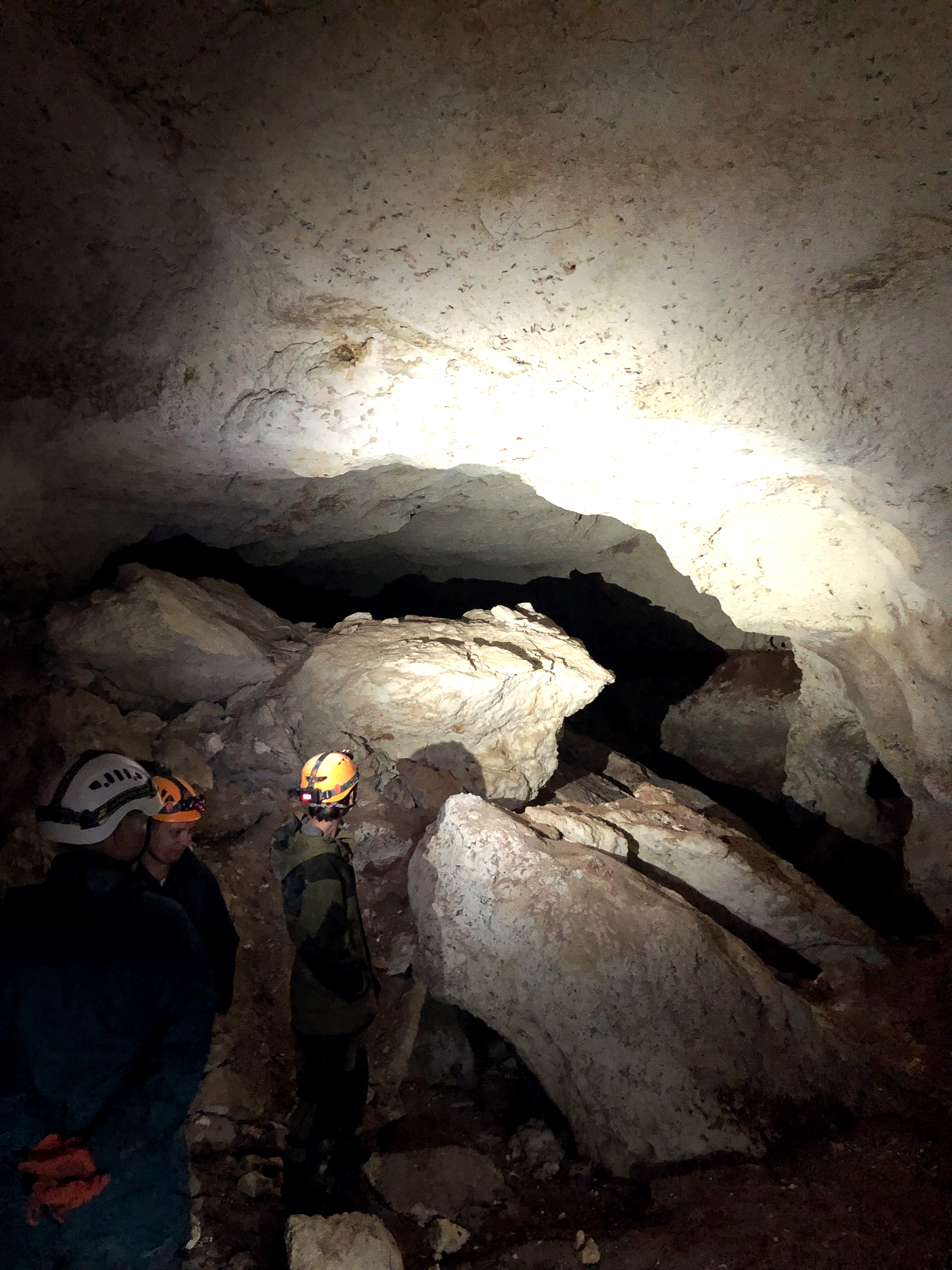
Пещера Таврида

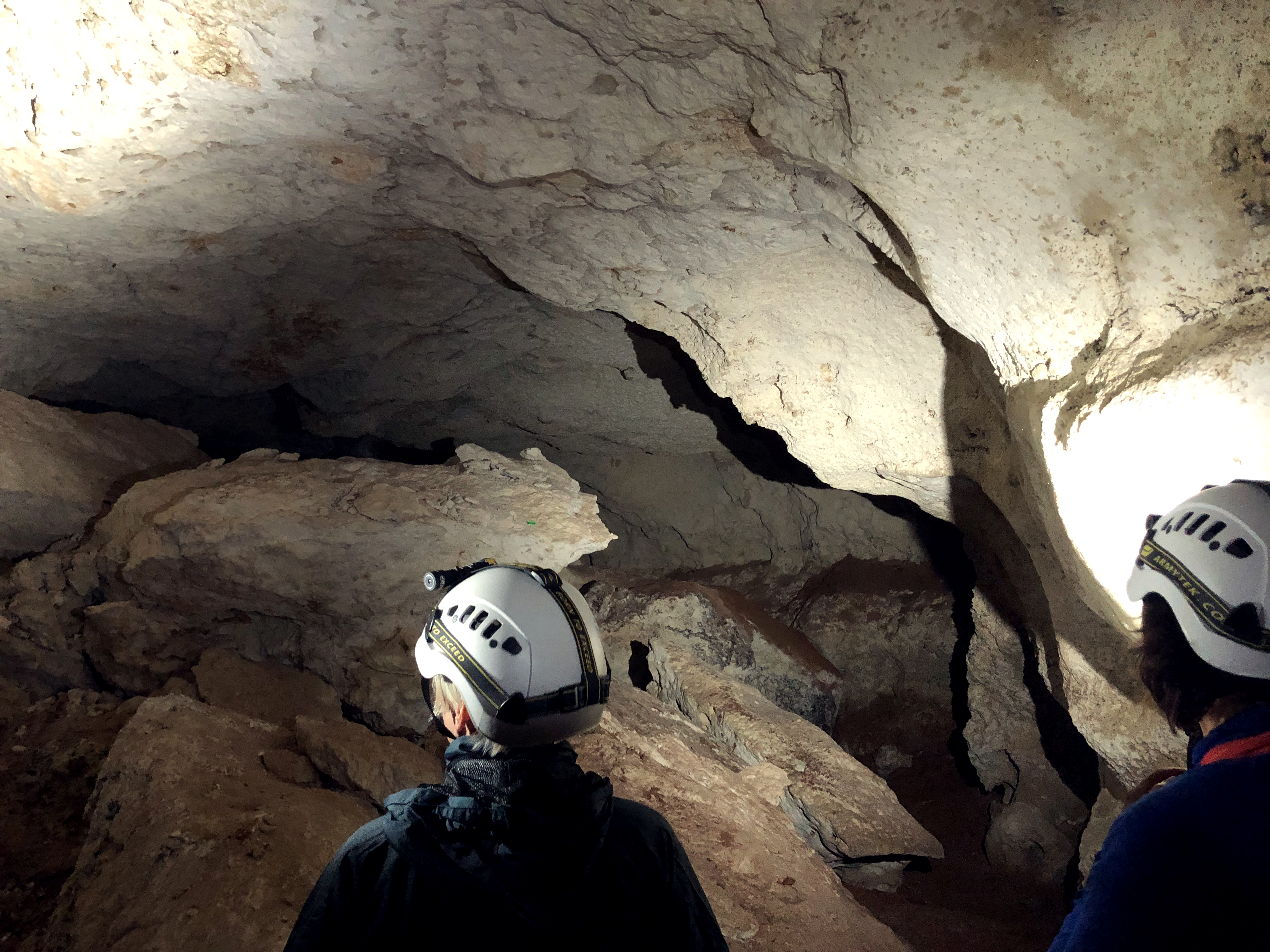
Пещера Таврида

Строители трассы Таврида во время работ вскрыли естественный карстовый колодец 14-метровой глубины, из которого ведут длинные галереи высотой 7—8 м и шириной 4—6 метров. Высота находящихся в пещере восходящих куполов — до 12 метров. По оценке спелеологов, пещера имеет ярко выраженный гипогенный генезис, то есть образовалась напорными водами снизу. Большая часть галерей заполнена глиной, что затрудняет полное прохождение полости.
Установленная протяжённость по состоянию на лето 2018 года составляла не менее 1015 метров. Пещера состоит из нескольких магистральных галерей, которые соединены между собой лабиринтами. Средняя высота составляет 6—8 метров, а ширина — 4—5 метров.
В настоящее время уточнённые характеристики: длина 1038 м, глубина — 15 м, площадь и объём уточняются.
Пещера Таврида служила логовом гигантской хищной короткомордой гиены пахикрокуты (Pachycrocuta brevirostris). В пещере найдены ископаемые остатки костей мастодонта, южного мамонта (Mammuthus meridionalis), двух видов лошадей (Equus stenonis и мелкой Equus sp.), двух видов носорогов (двурогого стефанорина и эласмотерия (Elasmotherium sp.), гигантского верблюда (Paracamelus gigas), древнего большерогого оленя -  арверноцероса Верещагина (Arvernoceros verestchagini), древних быков лептобоса (Leptobos sp.) и эобизона (Bison (Eobison) sp.), зайца-гиполагуса (Hypolagus brachygnathus), винторогих антилоп газеллоспиры (Gazellospira torticornis), понтоцероса (Pontoceros ambiguus), мелкого дикобраза Виноградова (Hystrix vinogradovi), небольшого волка (Canis sp.), крупной саблезубой кошки гомотерия (Homotherium crenatidens), гигантского дманисийского страуса (жил в калабрийском веке 2 млн л. н., достигал в высоту 3,5 м и весил ок. 450 кг), а также тетерева, ястреба, стрепета и мелкого сокола.
Близ пещеры найден кремнёвый отщеп возрастом около 40 тыс. лет назад. В пяти метрах от входа в пещеру нашли останки двух мужчин 22 и 50 лет, трёх мальчиков в возрасте от 8 до 11 лет, а также осколки как лепной керамики, так и изделий, выполненных на гончарном круге. Примерная датировка — III—I века до нашей эры. В самой пещере учёные не нашли никаких археологических свидетельств пребывания человека.
Нахождение человека в пещере без специального оборудования для дыхания затруднено из-за высокой влажности и низкого содержания кислорода (менее 18 %). По состоянию на сентябрь 2019 года найден палеовход в пещеру, из-за изыскательных работ и открытого карстового колодца, вскрытого при нахождении пещеры, содержания кислорода в пещере увеличилось. И зимой, и летом температура в пещере практически не меняется и держится на уровне около 13,5 °C.
В 2019 году учёными Крымского федерального университета при детальном изучении подземных полостей с использованием электротомографа «Скала», разработанного инженерами новосибирского Института нефтегазовой геологии и геофизики, обнаружены новые ранее неизвестные ходы пещеры.

## Сохранение
Все галереи пещеры Таврида находятся очень близко к поверхности. Часть из них находится под дорожным полотном новой автомагистрали. По данным спелеологов, трасса просела уже примерно на 1 метр.
По сообщениям СМИ лета 2018 года, власти рассматривают варианты по минимизации ущерба от строительства для уникального объекта (укрепление плитами либо строительство над ним эстакады) и по превращению его в дальнейшем в туристическую достопримечательность.
В 2019 году над участком пещеры, проходящем перпендикулярно основному ходу трассы, началось сооружение 130-метровой распределительной железобетонной плиты толщиной 1 м на фундаменте из 85 свай. Крымский федеральный университет имени В. И. Вернадского ведёт работы по созданию на поверхности, прилегающей к входу в пещеру, научного стационара с рекреационным комплексом, а также оборудование пещеры для экскурсионного посещения. Работы проводятся по программе развития ВУЗа и оцениваются в 150 000 000 рублей.